# Канчил джудже
Канчил джудже (Tragulus kanchil) е вид бозайник от семейство Мишевидни елени (Tragulidae).

## Разпространение и местообитание
Разпространен е в Бруней, Виетнам, Индонезия, Камбоджа, Лаос, Малайзия, Мианмар, Сингапур и Тайланд.